# Araguacema Futebol Clube
O Araguacema Futebol Clube é um clube brasileiro de futebol da cidade de Araguacema, no estado do Tocantins que foi fundado em 1990 com as cores azul e branco. No ano de sua fundação foi campeão Estadual amador, repetindo o feito nos anos 2007, 2015 e 2019. 

## História
Em 2015, no ano em que o clube foi campeão do Amador e conquistou o direito de se profissionalizar, optou pela não profissionalização. Já em 2019, após mais um título amador a equipe resolveu se profissionalizar disputando o Campeonato Tocantinense - Segunda Divisão daquele ano, conquistando o acesso para o Campeonato Tocantinense de Futebol de 2020.
Em 2020, logo na estreia na elite estadual, consegue se classificar para a semifinal. Na semifinal foi eliminado pelo Palmas. O detalhe dessa semifinal é que o jogo de volta ocorreu 11 meses depois do ano de vida por causa da paralisação no futebol por causa da Pandemia.
Em 2021 novamente o clube vai para a semifinal, mas dessa vez avança à decisão após eliminar o Interporto após intensa decisão por pênaltis que terminou em 10 a 9. Foi vice campeão estadual, após perder o título para o Tocantinópolis.
Em 2022 foi rebaixado no Campeonato Tocantinense.

## Estatísticas

### Participações
|  | Participações em 2024 |

| Competição | Competição              | Temporadas | Melhor campanha     | Estreia | Última | P | R |
| Tocantins  | Campeonato Tocantinense | 3          | Vice-campeão (2021) | 2020    | 2022   | – | 1 |
| Tocantins  | Segunda Divisão         | 2          | 3º colocado (2019)  | 2019    | 2024   | 1 |   |

### Desempenho em competições oficiais
Campeonato Tocantinense
| Ano  | 2020 | 2021 | 2022 |
| Pos. | 4º   | 2º   | 8º   |
| ---- | ---- | ---- | ---- |

Campeonato Tocantinense - (2ª Divisão)
| Ano  | 2019 | 2020 | 2021 | 2022 | 2023 | 2024 |
| Pos. | 3º   | —    | —    | —    | —    | 8º   |
| ---- | ---- | ---- | ---- | ---- | ---- | ---- |

Legenda:
     Campeão
     Vice-campeão
     Rebaixado à divisão inferior
     Acesso à divisão superior